# New Alexandria, Pennsylvania
New Alexandria là một thị trấn thuộc quận Westmoreland, tiểu bang Pennsylvania, Hoa Kỳ. Năm 2010, dân số của thị trấn này là 560 người.